# Raigârh
Raigârh était un État princier des Indes, dirigé par des souverains qui portaient le titre de « radjah ». Cette principauté hindoue en région aborigène subsista jusqu'en 1948 puis fut intégrée dans l'État du Madhya-Pradesh, et aujourd'hui, dans l'État de Chhattisgarh. La ville de Raigarh compte 150 000 habitants.

## Liste des radjahs de Raigârh
- v.1800-v.1830 : Jujhar Singh
- v.1830-1863 : Deonath Singh
- 1863-1890 : Ghanshyam Singh
- 1890-1917 : Bhup Deo Singh (en)
- 1917-1924 : Natwar Singh (en)
- 1924-1948 : Lal Chakradar Singh (en)